# 德丸博之
徳丸 博之（とくまる ひろゆき、1969年10月13日 - ）は、日本の実業家。株式会社グリーティングワークスの代表取締役会長、株式会社アスリートワークスの代表取締役社長、一般社団法人アスリートサポートジャパンの代表理事を務めている。

## 経歴
1969年10月13日生まれ、大阪府大阪市出身。幼少の頃に野球を始め、進学をした関西大学野球部では全国大会準優勝に貢献。大学卒業後、三和銀行（現・三菱UFJ銀行）に入校したが、2000年に同行を退職し、家業の印刷業を引き継ぐ。2003年に株式会社にっこう社（現・株式会社グリーティングワークス）を創業。現在、同社代表取締役会長を務める。
2004年より挨拶状のネット販売事業「挨拶状ドットコム」を立ち上げ、インターネットでの挨拶状・年賀状印刷の利用者は累計100万人以上。また、日本郵便が後援する「年賀状思い出大賞」などハガキを通した社会貢献活動にも積極的に取り組んでいる。
2019年には株式会社アスリートワークスを設立。ジュニアに特化したトレーニング施設「アスリートワークス」を運営しており、少人数制クラスのトレーニングプログラムを実施している。

## 加盟団体
- Entrepreneurs Organization Osaka

## 著作/作品リスト
- ビジネスに活かす「感動エンジン」(2024年)